# Superfinále florbalu

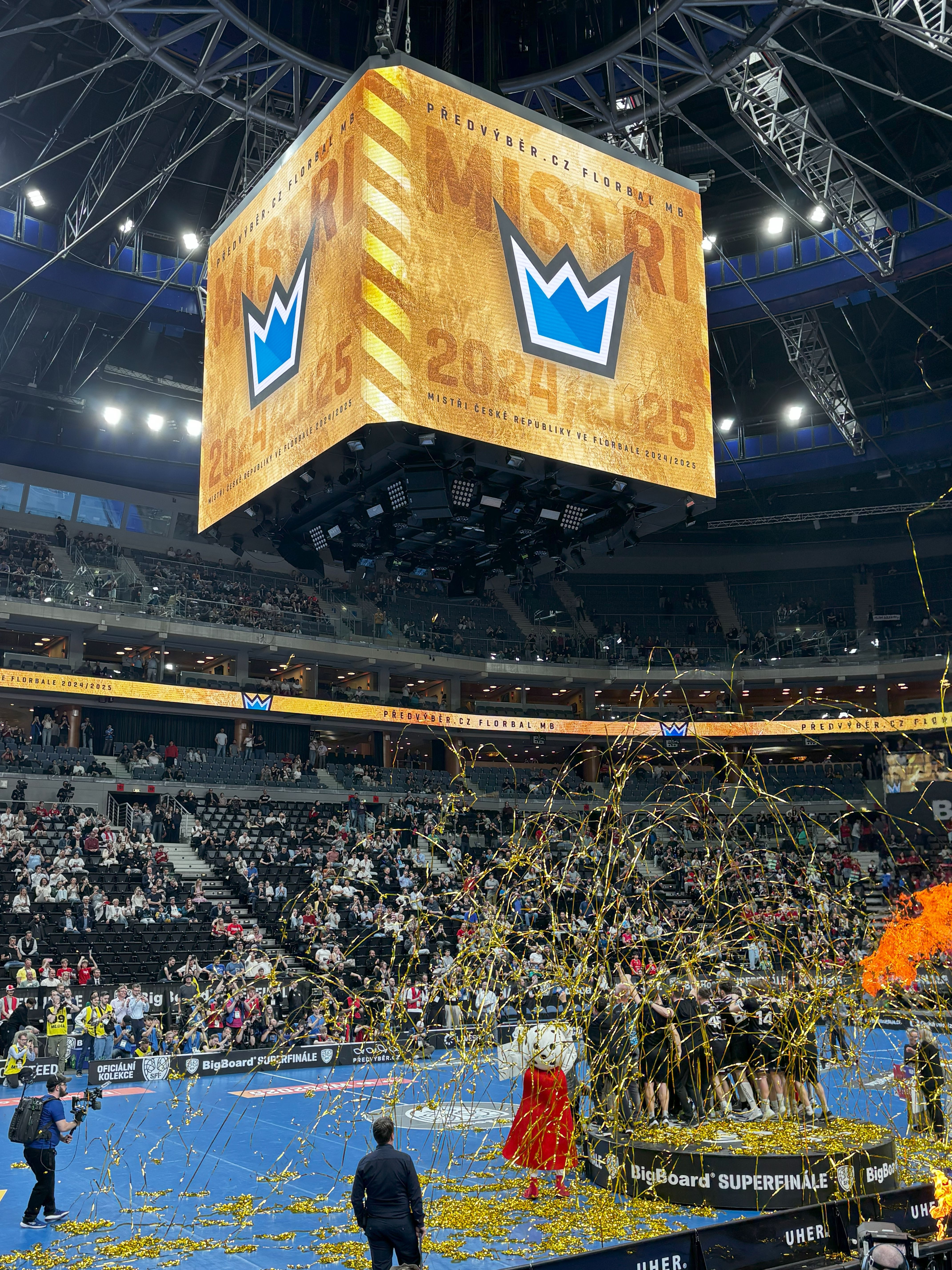
Předávání zlatých medailí týmu Florbal MB v sezóně 2024/2025

Superfinále florbalu (zkráceně SFF, podle sponzora také BigBoard Superfinále florbalu) je finále, kterým vrcholí play-off Superligy florbalu a Extraligy žen ve florbale. Hraje se každoročně od ročníku 2011/2012 v dubnu na konci florbalové sezóny.
Devět z dosavadních třinácti superfinále se odehrálo v pražské O2 areně. Tyto utkání opakovaně stanovily rekordy v návštevnosti českého florbalového ligového zápasu. Poslední superfinále z roku 2025 tak drží rekord jak v mužské tak ženské kategorii s 14 509 resp. 11 728 diváky. V ženské kategorii to znamená i nejvyšší návštěvu ligového zápasu ze všech halových sportů.

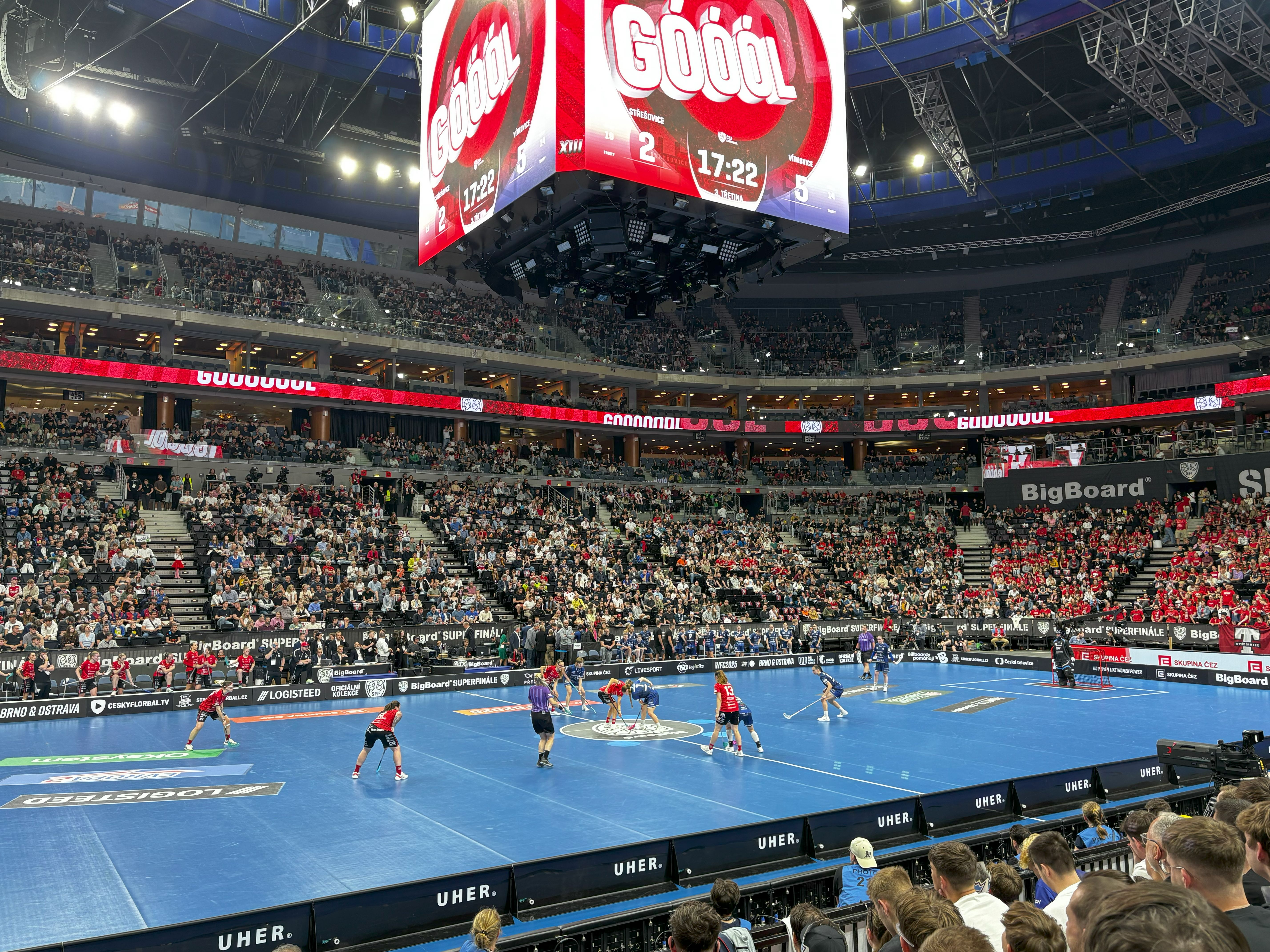
Ženský superfinálový zápas Tatran Střešovice–1. SC Vítkovice v sezóně 2024/2025

Všechny ročníky superfinále mužů vysílala v přímém přenosu Česká televize, zápasy žen v prvních letech jen ze záznamu.

## Historie
Superfinále, tedy jediný zápas o mistrovský titul, bylo zavedeno v  sezóně 2011/2012 jako prostředek popularizace florbalu v Česku. Superfinále nahradilo finálovou sérii na tři vítězné zápasy. Pro vykompenzování počtu zápasů v play-off bylo rozšířeno čtvrtfinále a semifinále na čtyři vítězné zápasy.

## Superfinále v jiných zemích
Zavedení superfinále v českých ligách bylo inspirováno stejnou akcí ve Švédské Superlize mužů a žen, kde se superfinále hraje od sezóny 2001/2002. Po Česku následovaly i další významné florbalové země, Švýcarsko od sezóny 2014/2015 a Finsko od sezóny 2015/2016. Ve Finsku ale od superfinále po třech letech ustoupili.

## Přehled ročníků

### Muži
| Sezóna    | Čas                                          | Hala                                         | Vítěz                                        | Diváci                                       |
| --------- | -------------------------------------------- | -------------------------------------------- | -------------------------------------------- | -------------------------------------------- |
| 2011/2012 | 21. dubna 17:00                              | O2 arena                                     | Tatran Omlux Střešovice                      | 7 877                                        |
| 2012/2013 | 20. dubna 18:00                              | O2 arena                                     | 1. SC WOOW Vítkovice                         | 10 451                                       |
| 2013/2014 | 13. dubna 16:00                              | O2 arena                                     | 1. SC WOOW Vítkovice                         | 9 659                                        |
| 2014/2015 | 18. dubna 17:00                              | O2 arena                                     | Tatran Omlux Střešovice                      | 11 073                                       |
| 2015/2016 | 17. dubna 16:00                              | O2 arena                                     | FAT PIPE Florbal Chodov                      | 12 144                                       |
| 2016/2017 | 17. dubna 16:00                              | O2 arena                                     | FAT PIPE Florbal Chodov                      | 11 237                                       |
| 2017/2018 | 21. dubna 17:00                              | Ostravar Aréna                               | Technology Florbal MB                        | 8 191                                        |
| 2018/2019 | 14. dubna 16:30                              | Ostravar Aréna                               | 1. SC TEMPISH Vítkovice                      | 8 546                                        |
| 2019/2020 | Superfinále se nekonalo (Pandemie covidu-19) | Superfinále se nekonalo (Pandemie covidu-19) | Superfinále se nekonalo (Pandemie covidu-19) | Superfinále se nekonalo (Pandemie covidu-19) |
| 2020/2021 | 12. června 18:00                             | UNYP Arena                                   | Předvýběr.CZ Florbal MB                      | 525                                          |
| 2021/2022 | 9. dubna 17:00                               | O2 arena                                     | Předvýběr.CZ Florbal MB                      | 10 865                                       |
| 2022/2023 | 16. dubna 17:00                              | O2 arena                                     | Tatran Střešovice                            | 12 538                                       |
| 2023/2024 | 14. dubna 17:30                              | O2 arena                                     | ESA logistika Tatran Střešovice              | 13 541                                       |
| 2024/2025 | 27. dubna 17:30                              | O2 arena                                     | Předvýběr.CZ Florbal MB                      | 14 509                                       |

### Ženy
| Sezóna    | Čas                                          | Hala                                         | Vítěz                                        | Diváci                                       |
| --------- | -------------------------------------------- | -------------------------------------------- | -------------------------------------------- | -------------------------------------------- |
| 2011/2012 | 21. dubna 14:00                              | O2 arena                                     | Herbadent SJM Praha 11                       | 5 097                                        |
| 2012/2013 | 20. dubna 15:00                              | O2 arena                                     | Herbadent SJM Praha 11                       | 6 295                                        |
| 2013/2014 | 13. dubna 13:00                              | O2 arena                                     | 1. SC WOOW Vítkovice                         | 6 413                                        |
| 2014/2015 | 18. dubna 14:00                              | O2 arena                                     | TJ JM FAT PIPE Chodov                        | 6 891                                        |
| 2015/2016 | 17. dubna 13:00                              | O2 arena                                     | 1. SC Vítkovice Oxdog                        | 8 711                                        |
| 2016/2017 | 17. dubna 13:00                              | O2 arena                                     | TIGERS FK Jižní Město                        | 8 072                                        |
| 2017/2018 | 21. dubna 14:00                              | Ostravar Aréna                               | 1. SC TEMPISH Vítkovice                      | 6 753                                        |
| 2018/2019 | 14. dubna 13:15                              | Ostravar Aréna                               | 1. SC TEMPISH Vítkovice                      | 7 431                                        |
| 2019/2020 | Superfinále se nekonalo (Pandemie covidu-19) | Superfinále se nekonalo (Pandemie covidu-19) | Superfinále se nekonalo (Pandemie covidu-19) | Superfinále se nekonalo (Pandemie covidu-19) |
| 2020/2021 | 12. června 12:30                             | UNYP Arena                                   | 1. SC TEMPISH Vítkovice                      | 525                                          |
| 2021/2022 | 9. dubna 14:00                               | O2 arena                                     | FBC ČPP Bystroň Group Ostrava                | 7 923                                        |
| 2022/2023 | 16. dubna 14:00                              | O2 arena                                     | 1. SC TEMPISH Vítkovice                      | 10 122                                       |
| 2023/2024 | 14. dubna 14:00                              | O2 arena                                     | 1. SC TEMPISH Vítkovice                      | 10 647                                       |
| 2024/2025 | 27. dubna 13:55                              | O2 arena                                     | 1. SC TEMPISH Vítkovice                      | 11 728                                       |

## Doprovodný program Superfinále
Superfinále doprovází pravidelně také bohatý doprovodný program. Před samotnými finálovými duely se pravidelně koná dívčí a chlapecké finále florbalového poháru středních škol (pod sponzorským názvem Subterra Cup).
V roce 2022 bylo během Superfinále vyhlášeno 12 osobností první dekády Českého florbalu (1992–2000).

## Galerie

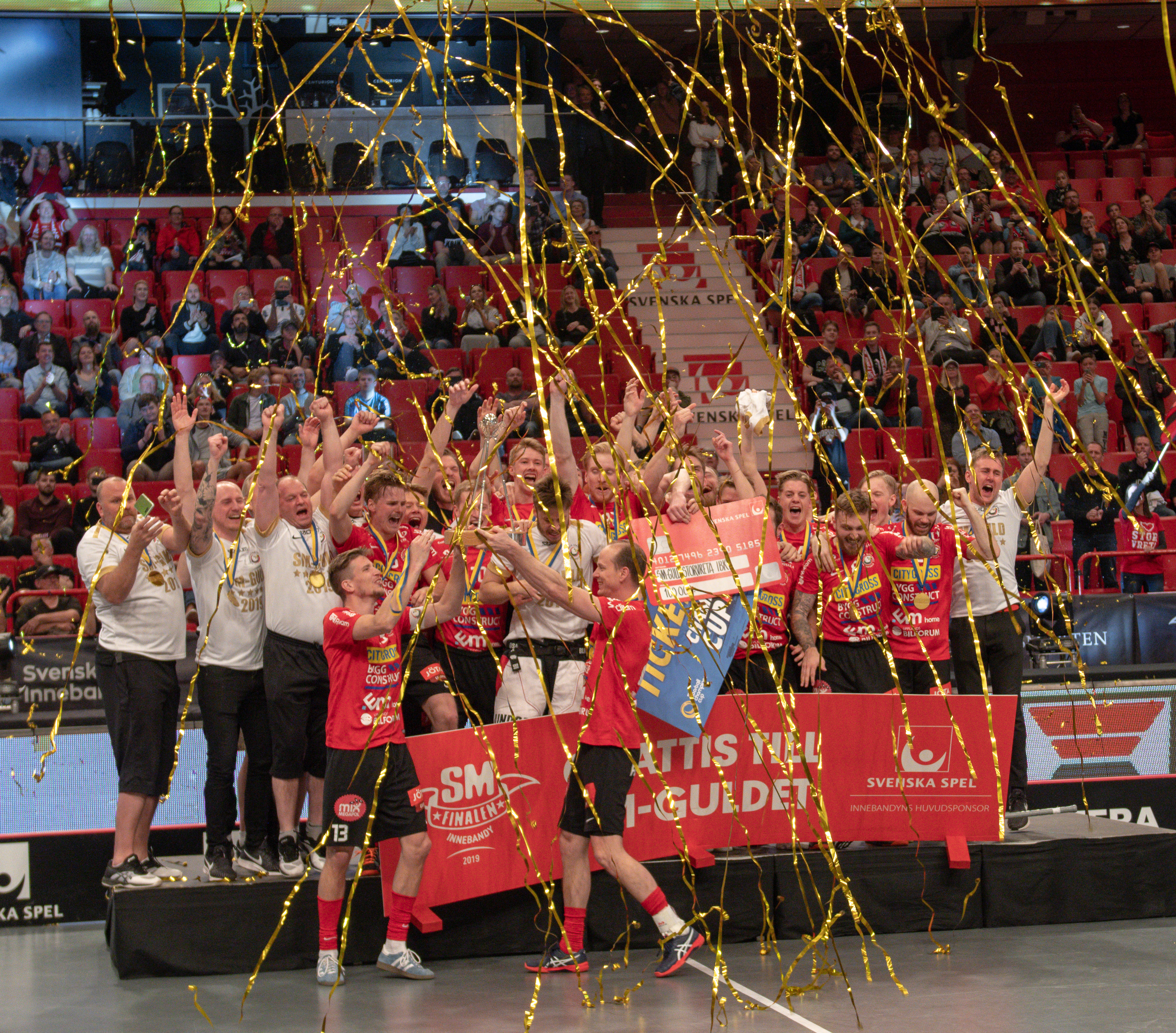
Superfinále Švédské Superligy mužů 2019
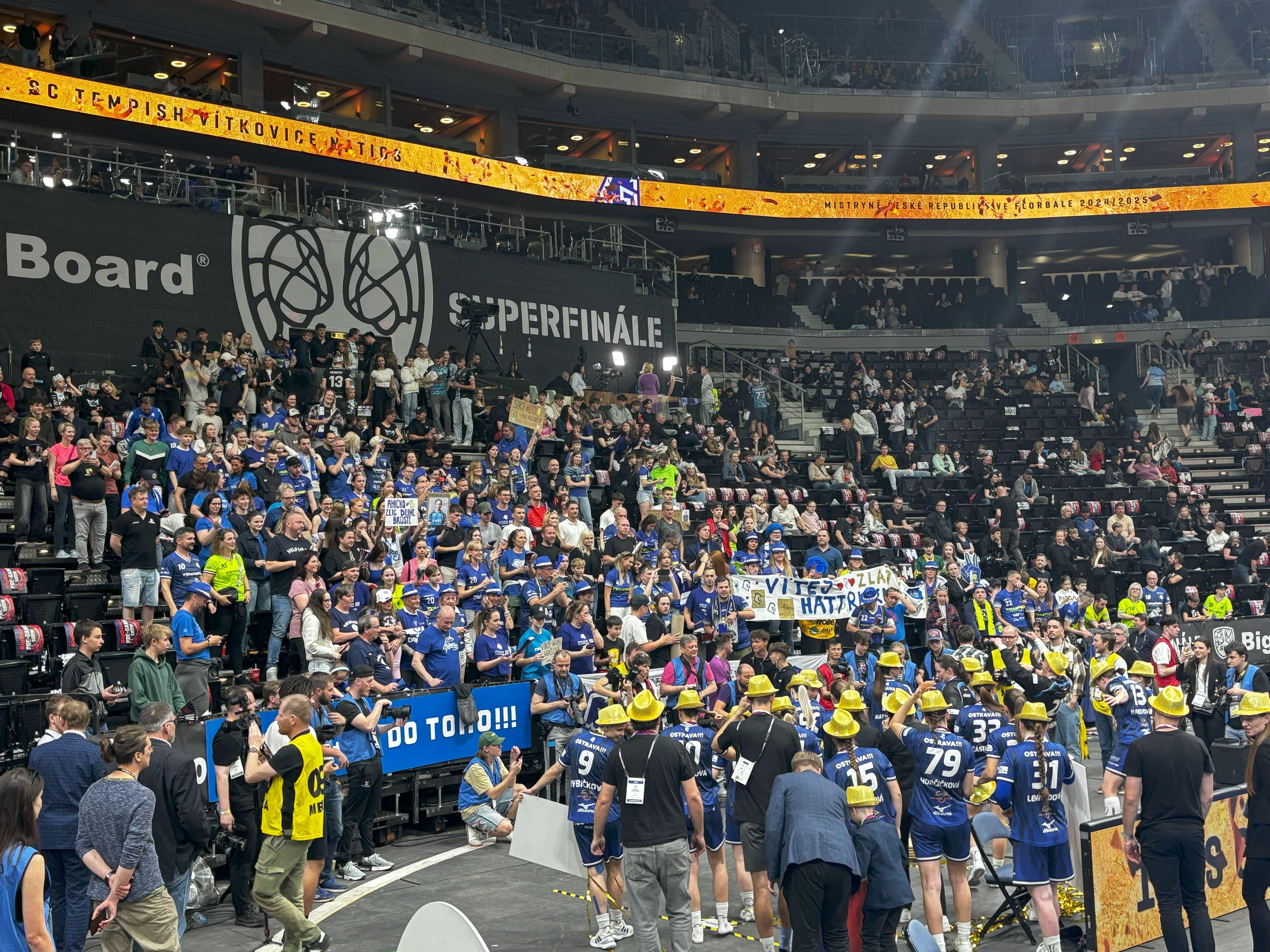
Vítkovice slaví mistrovský titul před svými fanoušky v roce 2025
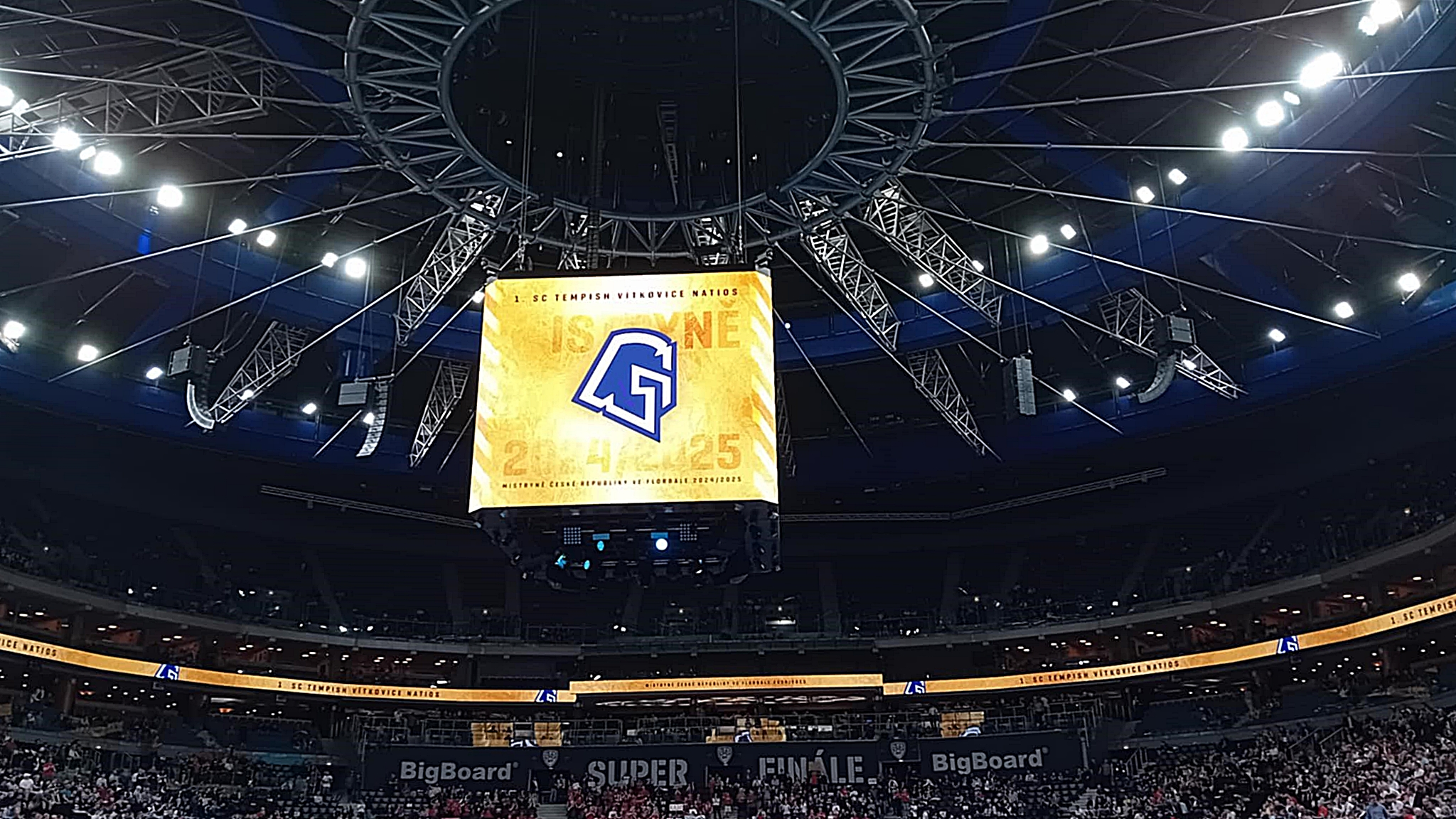
Kostka nad hřištěm oznamující mistra Extraligy žen 2025
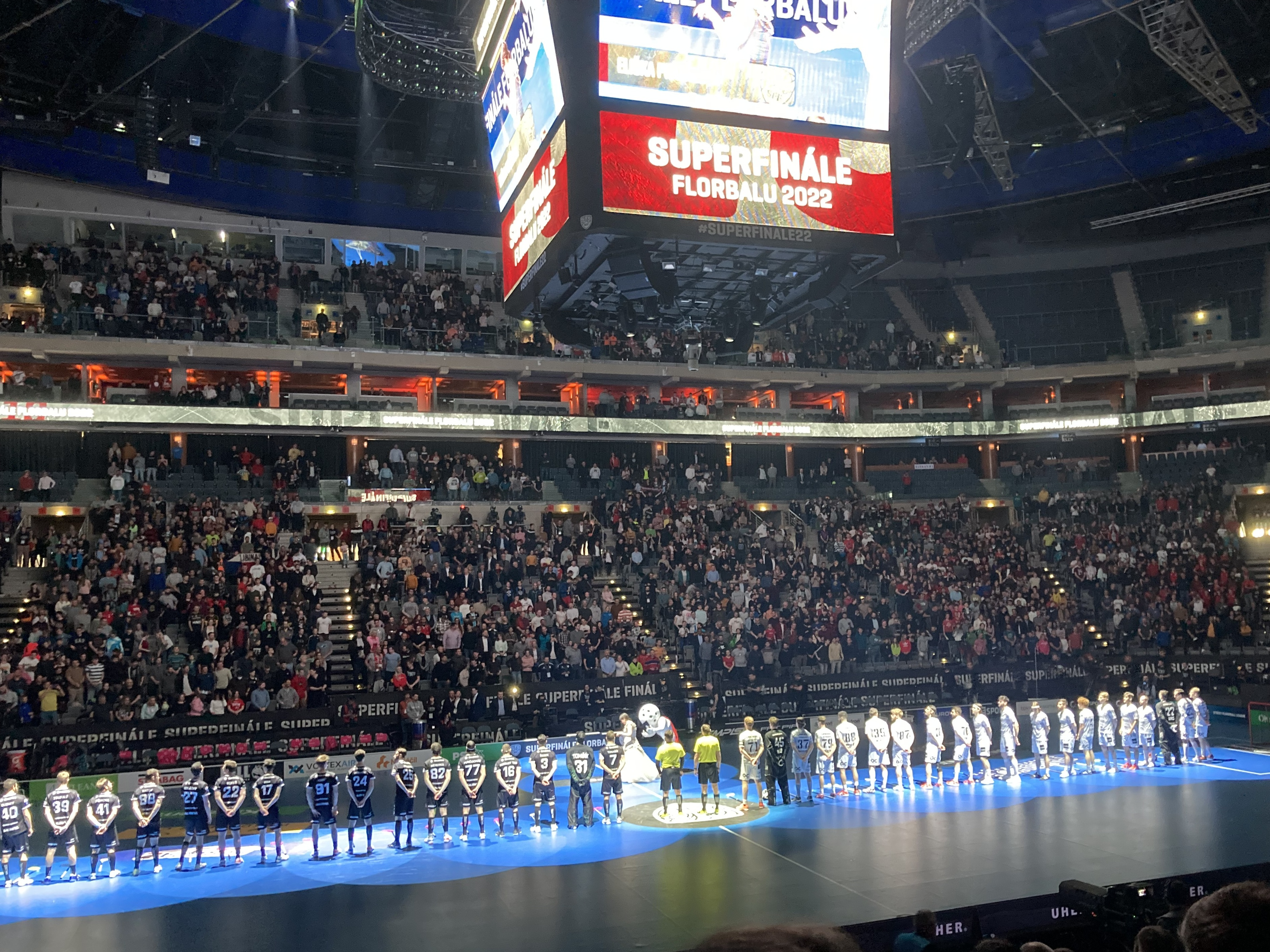
Finále Superligy mužů 2021/2022
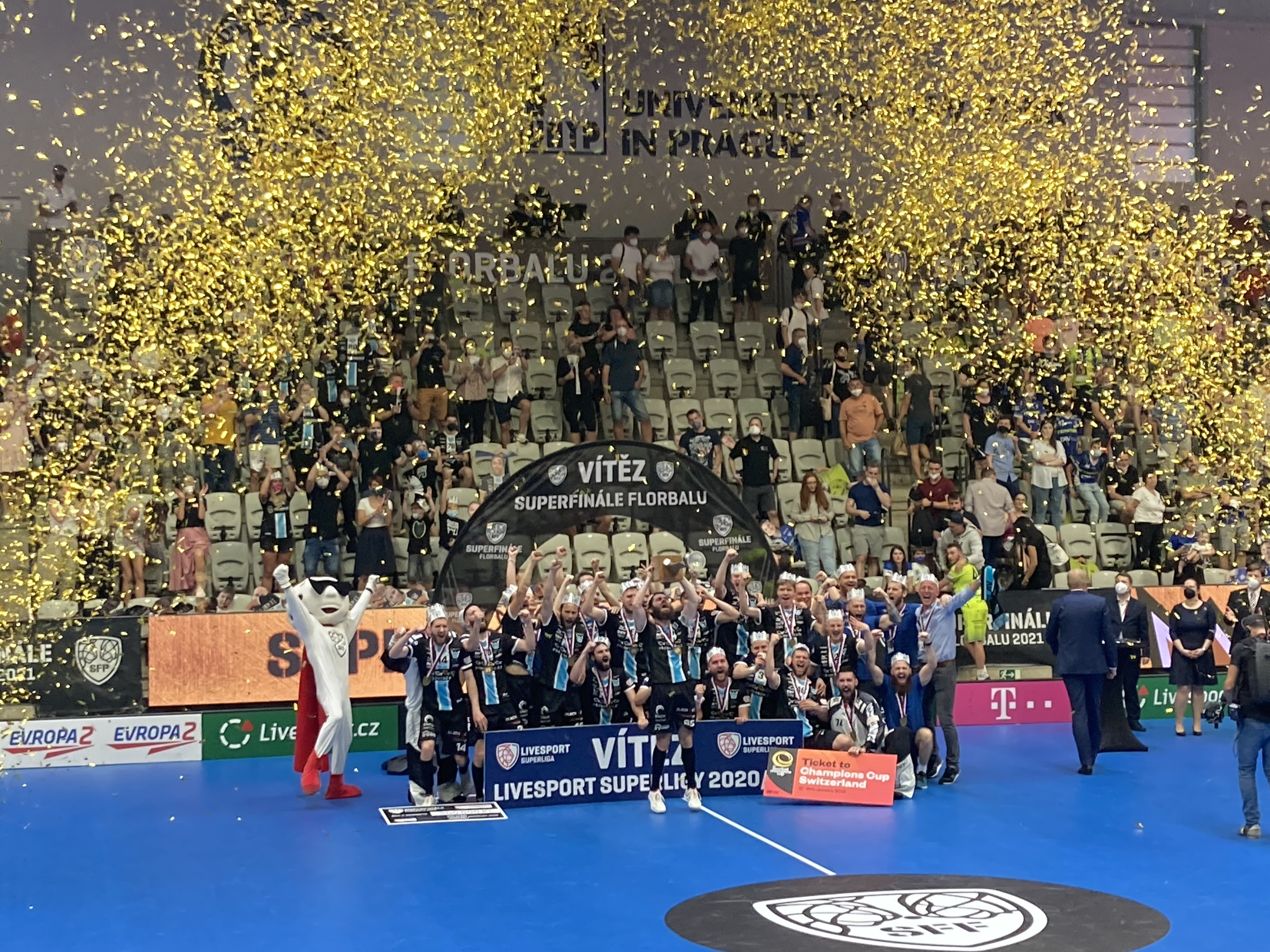
Florbal MB slaví titul ve finále 2021/2022 v UNYP Areně
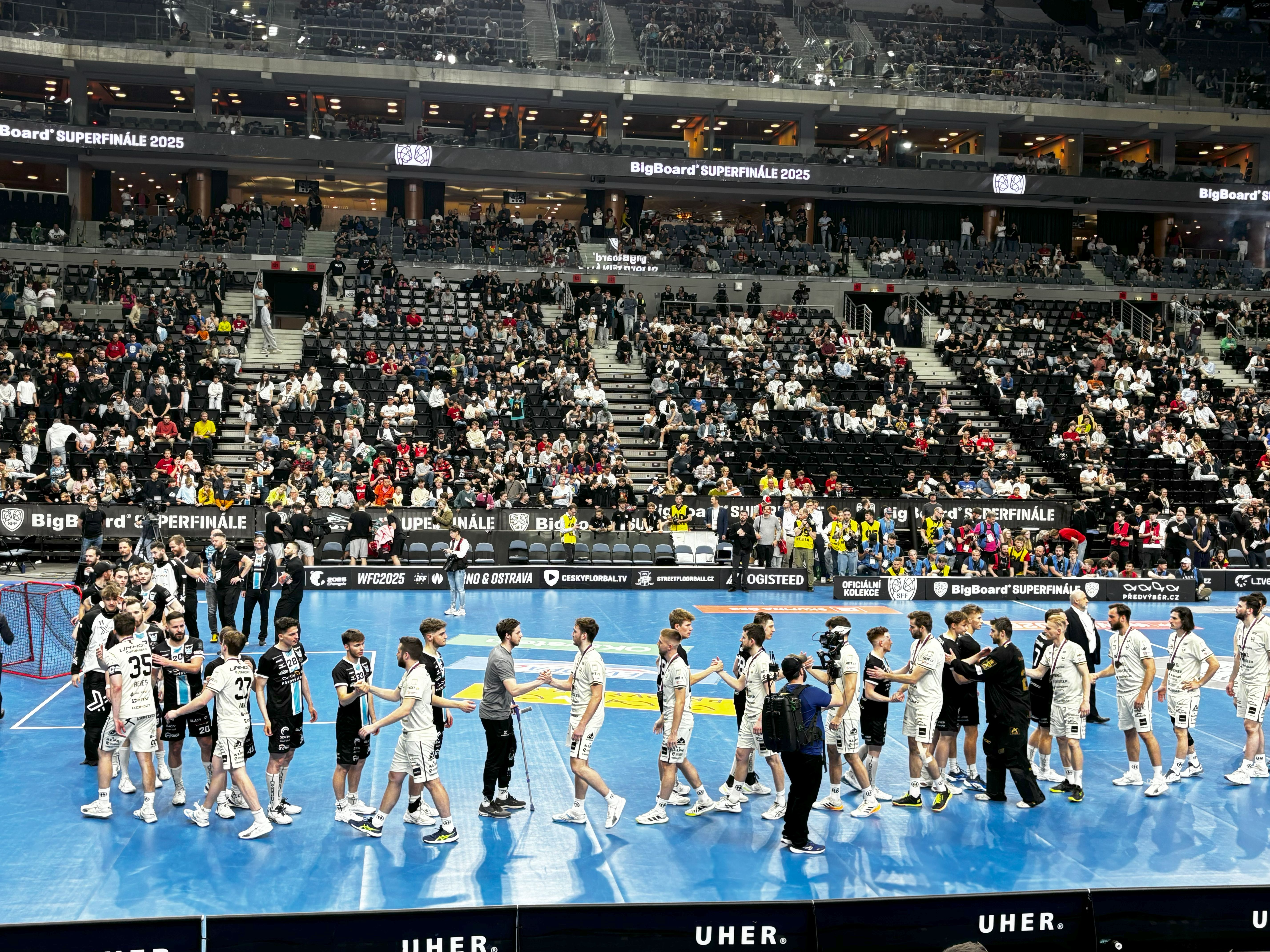
Hráči Florbal MB a Tatran Střešovice po finále 2024/2025
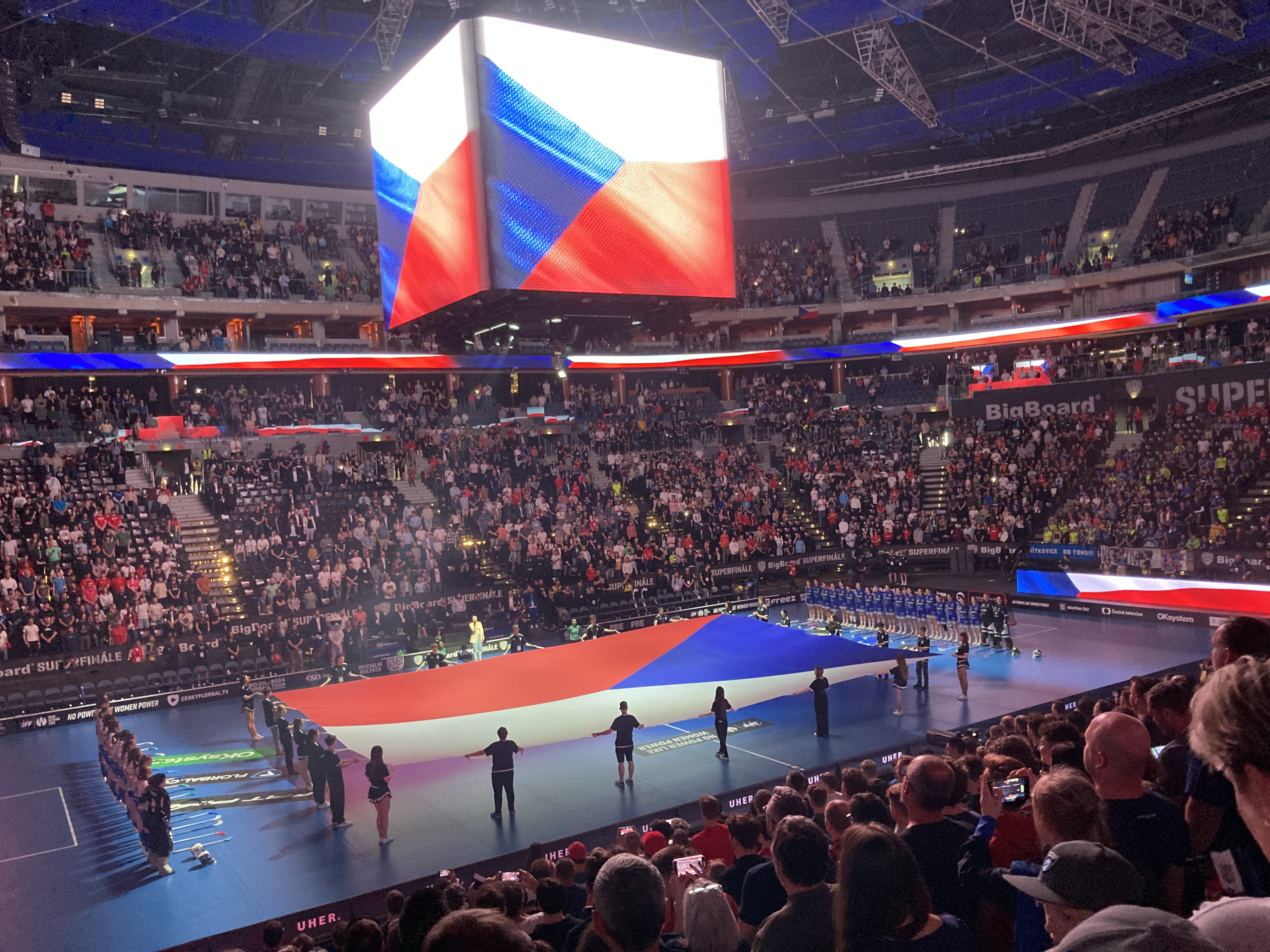
Zahájení Superfinále Extraligy žen 2023/2024
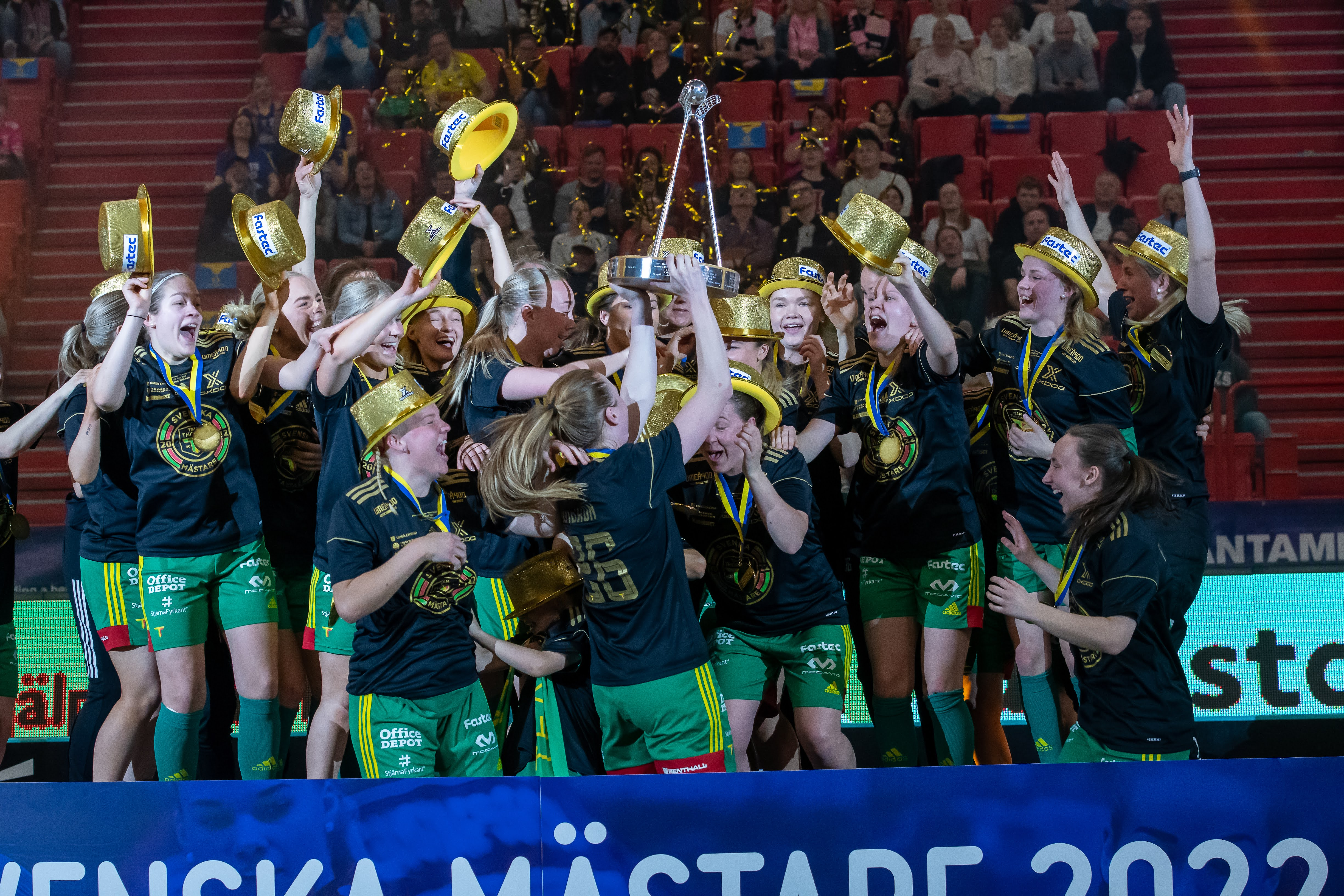
Hráčky Team Thorengruppen slaví zisk titulu ve Švédské Superlize 2021/2022